# Spacerider – Love at First Sight
A Spacerider – Love at First Sight a Chandeen nevű német együttes negyedik nagylemeze, mely 1998-ban jelent meg a Synthetic Symphony kiadásában.

## Az album dalai
1. In Love – 5:23
2. Spacerider – 5:36
3. Be with You – 2:59
4. Skywalking – 4:05
5. Siren’s Call – 7:22
6. Time Walk – 6:12
7. Mirror – 5:13
8. Song of the Green Meadow – 4:02
9. Love Flag – 5:26
10. Where I Want to Go – 3:32
11. Mighty Lorena – 4:32
12. Love at First Sight – 1:47
13. [Bónusz felvétel] – 0:48

Az album második, 1999-es kiadásában egy „Spacerider” videó is helyet kapott.

## Közreműködők

### Chandeen
- Stephanie Härich – ének (1., 2., 3., 6., 9., 11., 12.)
- Antje Schulz – ének (4., 5., 7., 8., 10., 12.)
- Harald Löwy – elektronikus hangszerek, zongora, orgona, ütős hangszerek, gitár, programozás

### Vendégzenészek
- Florian (Flory) Walther – gitár, dob
- Dorothea Hohnstedt – hegedű, fuvola
- Axel Henninger – gitár, tangóharmonika
- Michael J. Schwalm – sampling
- Joi Härich – ének